# Порфирій Кавсокалівіт
Святий Порфирій (Байрактарій) Кавсокалівіт (грец. Ὅσιος Πορφύριος ὁ Καυσοκαλυβίτης; світське ім'я: Євангелос Байрактаріс (грец. Εὐάγγελος Μπαϊρακτάρης; 7 лютого 1906 — 2 грудня 1991)) — грецький афонський ієромонах, старець, який став широко відомим своїми дарами прозорливості. 27 листопада 2013 року він був канонізований Вселенським Патріархатом як святий.

## Біографія

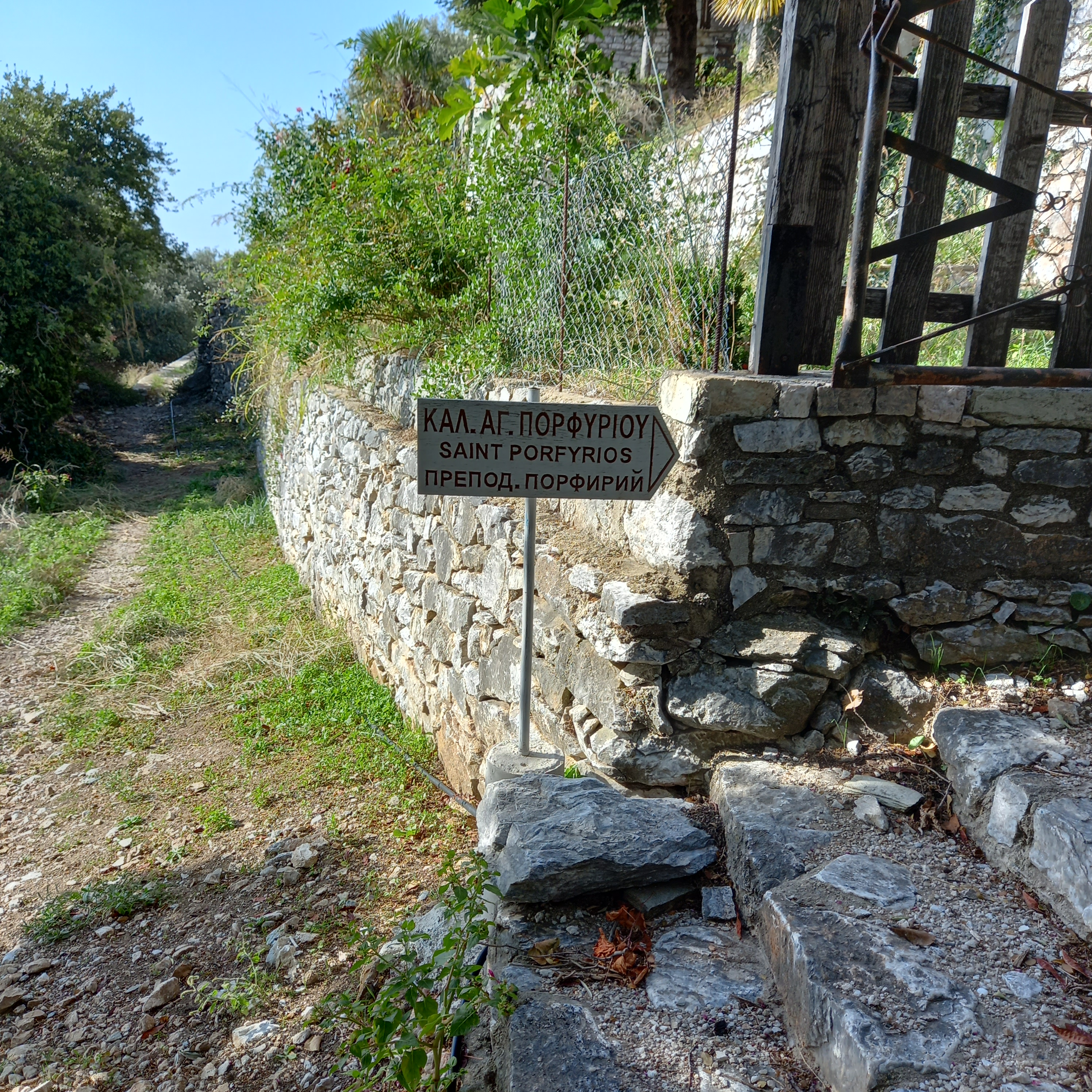
Знак у Кафсокалівії, що спрямовує паломників до хатини святого Порфирія

Святий Порфирій народився 7 лютого 1906 року в селі Агіос Іоанніс, що перекладається як Святий Іван Каристія, в провінції Евбея в Греції. Його батьки, Леонідас та Єлена Байрактаріс, охрестили його як Євангелос, і він був четвертим з п'яти братів і сестер. У дитинстві він відвідував лише 2 роки школи, а натомість почав працювати у 8 років, спочатку доглядаючи за тваринами на сімейній фермі, потім у вугільній шахті, а нарешті, влаштувавшись на роботу в бакалійника в Халкіді та Піреї.
Стверджується, що саме в дитинстві він хотів вести чернечий спосіб життя, до чого його надихнуло читання житія Святого Івана Кущика. Воно справило на нього таке сильне враження, що, потай від батьків, він пішов на Святу Гору Афон.
Він був пострижений у ченці у віці чотирнадцяти років з чернечим ім'ям Микита.
Служив у афонському скиту Кафсокалівії, в келії Святого Георгія, під керівництвом двох духовних отців: отця Пантелеймона та його брата, отця Іоаннікія. Змушений хворобою (плеврит) залишити Святу Гору, він повернувшись на батьківщину, зупинився в монастирі Святого Харалампія. У цей час його часто відвідував єпископ Фостимій Кімійський, і за допомогою Порфирія III, архієпископа гори Синайської та Райтуйської, Микита був висвячений на диякона, а потім на священика під ім'ям Порфирій у віці 21 року. Через два роки після його висвячення митрополит Каристійський Пантелеймон призначив його отцем-сповідником, а пізніше, у 1938 році, призначив його архімандритом.
Згідно з церковним переданням, одного ранку інок Микита, прибувши до храму задовго до початку богослужіння, перебував у молитві в одному з темних кутів церкви. Того ж часу до храму увійшов 90-річний монах Димитрій — старець, відомий своєю побожністю. Не помітивши нікого присутнього, він розпочав молитовне правило з поклонами. Під час молитви, за словами очевидця, старця осяяло світло Божественної благодаті, і він був піднесений над землею, стоячи посеред храму, не торкаючись підлоги.
Це надприродне видіння справило глибоке враження на юного інока Микиту, якого також охопила благодать. Повертаючись до келії після прийняття Святих Таїн, він був настільки переповнений духовною радістю та любов'ю до Бога, що, піднісши руки до неба, багаторазово вигукував: «Слава Тобі, Боже! Слава Тобі, Боже! Слава Тобі, Боже!».
З початком Другої світової війни святий Порфирій став капеланом лікарні в Афінах, а саме в поліклінічній лікарні, де він служив близько 33 років, з 1940 по 1973 рік. Під час перебування там професор канонічного права Амілкас Алівізатос дозволив йому також служити в церкві Святого Герасима, а також він допомагав у відновленні церкви Святого Миколая в Калісії. Працюючи капеланом, він також переніс різні недуги, зокрема перелом ноги, проблеми з нирками та кому.
Після виходу на спочинок отець Порфирій не полишив свого служіння — він і далі звершував богослужіння й виголошував проповіді в стародавньому, давно покинутому храмі святителя Миколая, розташованому в гірському районі Пенделі. Там він трудився духовно аж до 1978 року, коли важка недуга — інфаркт — змусила його на певний час зупинити свою діяльність. Кілька місяців отець провів у домі вірних друзів в Афінах, зцілюючи тіло й дух. А вже наступного, 1979 року, він оселився в тихому куточку Мілесі, де власноруч заснував невеличке обійстя з храмом, присвяченим світлому святу Преображення Господнього — місце, що стало новим осередком його молитви, подвигу й тиші..
У 1981 році святий Порфирій заснував жіночий монастир, Преображення Спасителя, і хоча будівельні роботи розпочалися в 1980 році, фундамент був закладений лише в лютому 1990 року. У цей час, у 1984 році, він повернувся на Афон і продовжив жити в тій самій келії, яку займав колись. Його фізичне здоров'я продовжувало погіршуватися, він страждав від грижі, пережив серцевий напад та сліпоту в 1987 році, спричинену невдалою операцією на лівому оці. Саме на Афоні він провів решту свого життя і бажав спокійної смерті, готуючи прощального листа для своїх духовних дітей, щоб уникнути натовпу.
На прохання старця, неподалік келії для нього була викопана могила. В останню ніч свого земного життя старець сповідався, після чого учні почали читати канон на відхід душі, а потім по чотках келійне правило великосхимника..
Останніми словами старця були євангельські рядки: «Щоб усі були єдине». Після цього ледь чутно він прошепотів: «Гряди». І віддав дух.
Він помер 2 грудня 1991 року о 4:31 ранку в оточенні кількох ченців святого скиту Кавсокалівії, а про його смерть було оголошено на світанку 3 грудня.

## Канонізація
Рішення про канонізацію старця Порфирія було прийняте Священним Синодом Константинопольського Патріархату 27 листопада 2013 року..
17 квітня 2019 року митрополит Маронійський і Комотінський Пантелеймон урочисто освятив каплицю на честь святого Порфирія, зведену для потреб соціальних будинків при парафії святого Стіліана в місті Комотіні.
Згодом, у грудні того ж року, митрополит Клужський Андрей надав ім'я святого Порфирія каплиці монастиря Ребра-Парва, що розташований у повіті Бистриця-Несеуд у Румунії.
У січні 2021 року в окрузі Ланарк, провінція Онтаріо (Канада), під духовним проводом отця Пітера (Крейга) Бауерса з Константинопольського Патріархату було засновано англомовну православну багатокультурну місіонерську парафію, присвячену святому Порфирію.

## Тропар
Тропар — Глас 1
(Подобен: «О, громадянине пустелі…»)
О, вірні, вшануймо Порфирія, / нащадка Евбеї, старця всієї Еллади, / посвяченого в богослов'я та істинного Христолюбця; / з дитинства він був сповнений божественних дарів; / одержимі демонами визволяються, хворі зцілюються і з вірою взивають: / «Слава Тому, Хто зміцнив тебе. / Слава Тому, Хто освятив тебе. / Слава Тому, Хто через тебе всім зцілення чинить».

## Книги
Книги
- Старець Порфирій з Кавсокалібії; Життя та промови, видання монастиря Хрисопгі, Ханья, Крит, Греція.
- Іоаннідіс, Клітос. Старець Порфирій: Свідчення та досвід. Святий монастир Преображення Спасителя: Афіни, 1995.
- Папатанасіу, Афанасій Н. Ісихаст зі Святої Гори в серці міста (Деніз Гарві: Лімні 2014).
- Поранені любов'ю: життя та мудрість святого Порфирія (Деніз Гарві: Лімні 2005), 9 -те перевидання. (Антологія листів та інших творів святого Порфирія).
- Святий ставропігійний монастир Хрисопігі. Христос — це повнота життя. Переклад отця Іоанна Раффана. Ханья, Крит, Греція: * Святий патріарший ставропігійний монастир Хрисопігі, 2016. ISBN 978-960-99691-7-8. (Уривки з книги "Поранені любов'ю ")
- Янніціотіс, Костянтин. Зі старцем Порфирієм: духовна дитина пам'ятає. Святий монастир Преображення Спасителя: Афіни, 2001.
- Ἁγίου Πορφυρίου. «Θὰ σᾶς πῶ». Ἱερὸν Ἡσυχαστήριον «Ἡ Μεταμόρφωσις τοῦ Σωτῆρος». 2015 («Я тобі скажу». Письмові розповіді із